# الأبالسة (فلم)
الأبالسة هو فيلم مصري عرض عام 1980، بطولة فريد شوقي ومحمود عبد العزيز ونورا، ومن إخراج علي عبد الخالق.

## قصة الفيلم
ينقل مدرس الموسيقى حمزة المصري إلى إحدي المدن الصغيرة، يتعرض في البداية إلى مضايقات من تلاميذه ولكن بعد فترة ينجح في كسب صداقتهم ، يركب الطالب صلاح وزميلته نادية سيارة جلال شقيق نادية، يقع لهما حادث سيارة، في النيابة يتهم جلال صلاح بأنه سرق سيارته، ينكر وجود نادية معه في الحادثة خوفًا من بطش أخيها، يخفي حمزة صلاح في منزله ليتيح له الفرصة لأداء الامتحان، وتتنامى علاقة ليلى بحمزة.

## طاقم التمثيل
- فريد شوقي: (حمزة المصري)
- محمود عبد العزيز: (جلال الموجي)
- نورا: (ليلى)
- محسن محيي الدين: (صلاح)
- حسين الشربيني: (الضابط)
- مها عثمان: (نادية)
- حمدي الوزير
- رياض الخولي
- محمود أبو زيد: (مدرس الفلسفة)
- أحمد سلامة
- بدرية عبد الجواد
- سامح السيد
- صلاح عطا
- حافظ أمين
- محمد الرملي: (ناظر المدرسة)
- صالح الإسكندراني
- سليمان محمد
- فوزية حجازي
- علي حامد
- محمد ثروت

## فريق العمل
- إخراج: علي عبد الخالق
- قصة: أحمد متولي
- سيناريو وحوار: بشير الديك
- مدير التصوير: سعيد شيمي
- مونتاج: صلاح عبد الرازق
- موسيقى تصويرية: فؤاد الظاهري
- إنتاج: أفلام جمال التابعي
- توزيع داخلي: أفلام جمال التابعي
- توزيع خارجي: الشركة اللبنانية للتجارة والاستثمار السينمائي (صبّاح إخوان)

## روابط خارجية
- مقالات تستعمل روابط فنية بلا صلة مع ويكي بيانات